# Reiterstandbild von Absalon

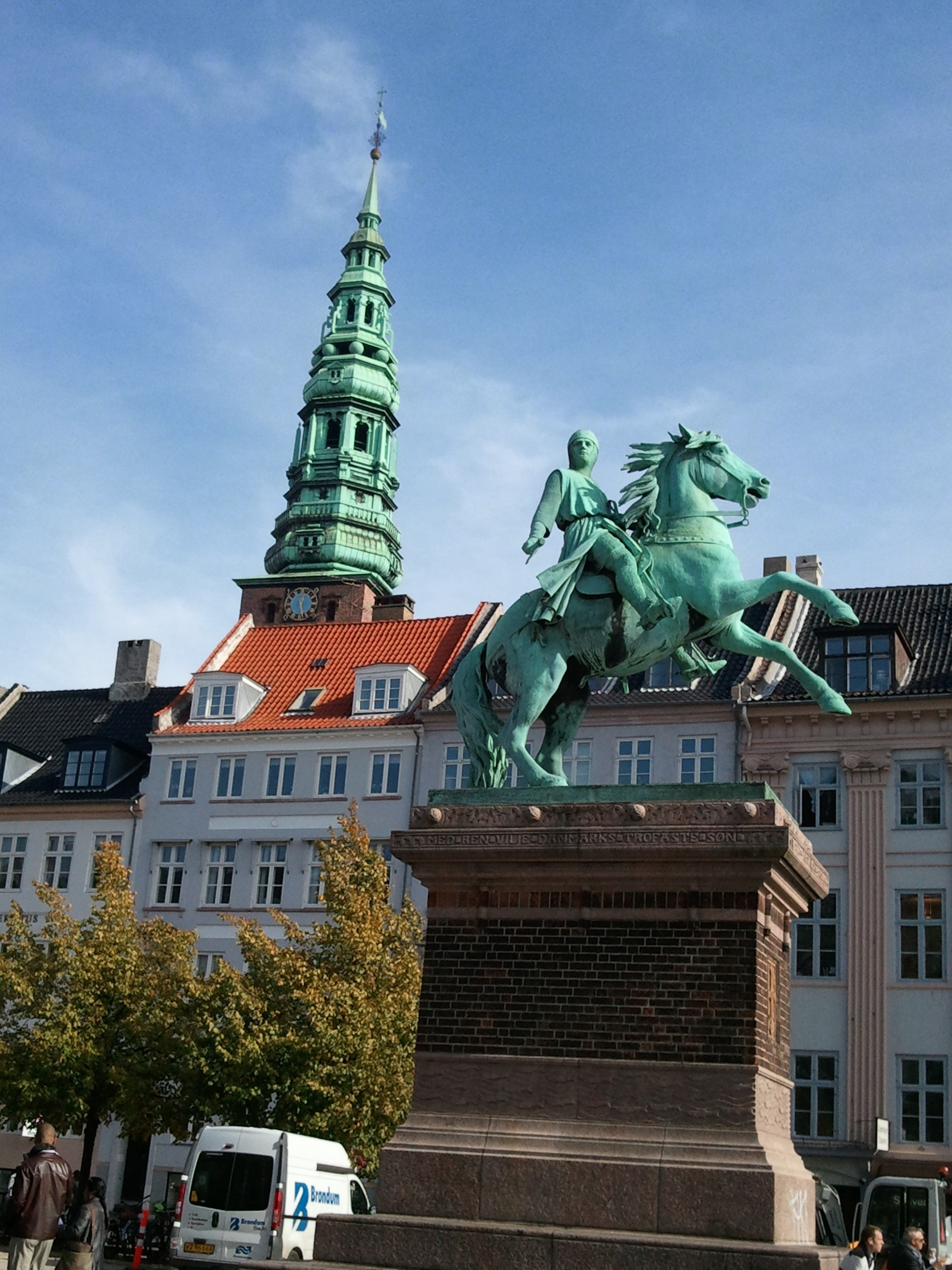
Reiterstandbild von Absalon, Højbro Plads, Kopenhagen

Das Reiterstandbild von Absalon auf dem Højbro Plads in Kopenhagen wurde 1902 zum 700. Todestag von Bischof Absalon, dem legendären Gründer der Stadt, enthüllt.

## Geschichte
Die Statue war ein Geschenk von Axel Heide, Generaldirektor der Privatbanken, an die Stadt Kopenhagen. Vilhelm Bissen wurde mit der Gestaltung der Statue beauftragt, während Martin Nyrop den Sockel entwarf. Ursprünglich wollte Heide die Statue an Absalons Geburtstag, dem 21. März, enthüllen, aber der Stadtrat verschob die Enthüllung, da er diesen Tag für die Enthüllung einer anderen Absalon-Statue über dem Haupteingang an der Fassade des neuen Rathauses reservieren wollte. Stattdessen wurde die Statue am 30. November 1902 enthüllt. Heide wollte auch, dass Georg Brandes bei der Enthüllung eine Rede hielt, aber das politische Establishment lehnte dies ab, weil seine liberalen Ansichten zu kontrovers waren. Heide schlug daraufhin vor, dass auch der Bischof von Zeeland bei der Zeremonie sprechen sollte, aber auch dieser Kompromiss wurde abgelehnt. Als Kronprinzessin Louise drohte, ihre Konten bei Privatbanken aufzulösen, willigte Heide schließlich ein, Brandes abzusagen.

## Beschreibung
Die Statue stellt Absalon als militärischen Befehlshaber dar, der auf einem sich aufbäumenden Pferd sitzt, Kettenhemd und Helm trägt und in der rechten Hand eine Axt hält. Die Statue ist auf das Schloss Christiansborg auf Slotsholmen gerichtet, wo einst Absalons Bischofsburg stand, aber er wendet seinen Kopf nach rechts und schaut in Richtung des Kopenhagener Rathauses.
Der untere Teil des Sockels ist aus Granit und dient als Sitzgelegenheit. Der obere Teil besteht aus rotem Backstein. Ein Fries am unteren Ende des oberen Teils zeigt einen Fischschwarm und Wellenlinien, die den Öresund und den Heringsfang symbolisieren, der zur Zeit Absalons wesentlich zum Reichtum des kleinen Fischerdorfes beitrug. Weitere Verzierungen sind wikingerzeitliche Ornamente. Auf der Vorderseite befindet sich ein Wappen mit einem rosafarbenen Kreuz und zwei gekreuzten Himmelsschlüsseln, ein Hinweis auf Absalons Stellung als Bischof von Roskilde. Oben auf dem Sockel befindet sich ein weiterer Fries mit einer erhabenen Inschrift. Auf der Vorderseite steht "1128 ABSALON 1201". Auf der rechten Seite beginnt eine Inschrift, die die anderen drei Seiten umgibt: "Han var modig, snild og fremsynet / en ynder af lærdom / med ren vilje Danmarks trofaste søn" (deutsch: Er war mutig, klug und weitsichtig / ein Liebhaber der Gelehrsamkeit / mit einem reinen Willen der treue Sohn Dänemarks).